# Hoćevina
Hoćevina (cyr. Хоћевина) – wieś w Czarnogórze, w gminie Pljevlja. W 2011 roku liczyła 125 mieszkańców.